# جزر جميرا
جزر الجميرا هو حي سكني ذو خمس نجوم يقع على بعد 30 كم جنوب غرب مدينة دبي في إمارة دبي في الإمارات العربية المتحدة. يتكون الحي من 50 جزيرة دائرية صغيرة، قطر الواحدة منها 180 متر، تقع على خليج إصطناعي بطول 2.5 كم وعرض 990 متر. 46 جزيرة من هذه الجزر تحتوي على فيلات (فيلا، أي منزل كبير)، وجزيرتين أخريين تحتوي كل واحدة منهما على عمارتين ذوات 3 طوابق، بينما الجزيرتين الأخيرتين تحتوي على منازل عادية.
كل فيلا من ال736 فيلا موجودة في الحي، مساحتها تبلغ 470 متر² إلى 670 متر²، وتتكون كل واحدة فيهم من 3 أو 4 غرف نوم، إلى جانب حديقة خاصة ومسبح. يوجد في الحي أيضا مطعم ومركز تجاري وقاعة رياضة ومركز ترفيه. بدأ البناء في 2006.  

## الصور

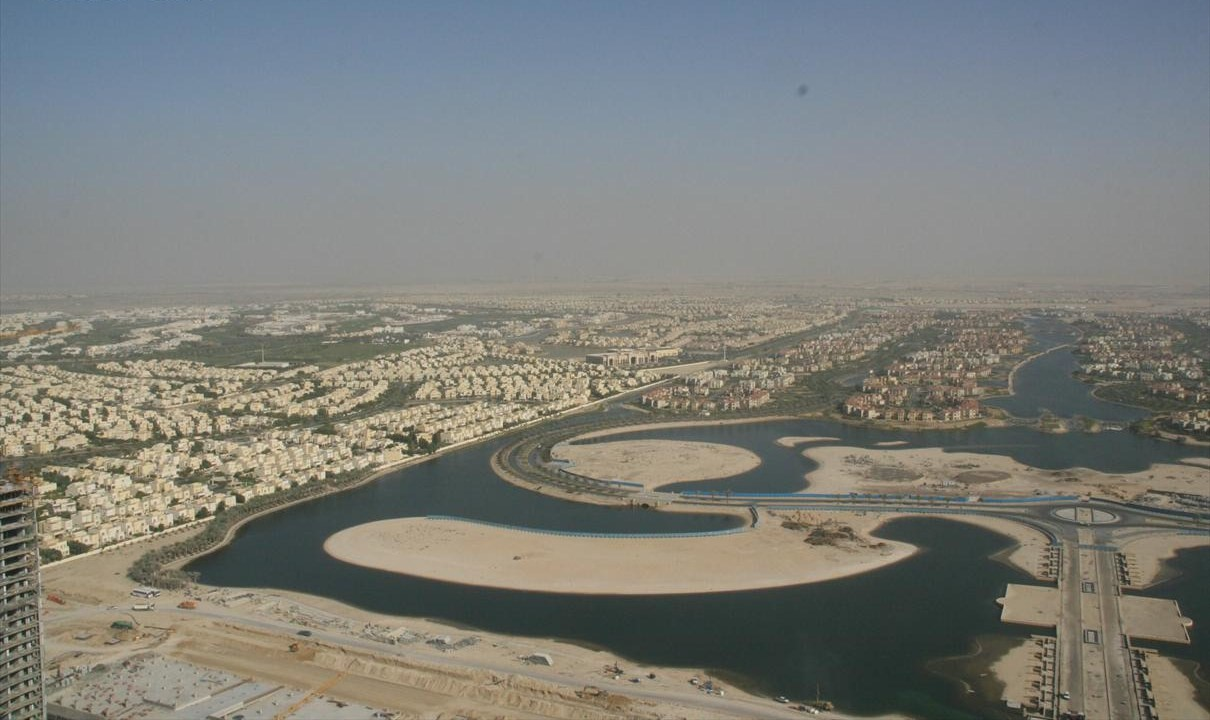
منظر للحي من برج الماس في 28 فبراير 2007.
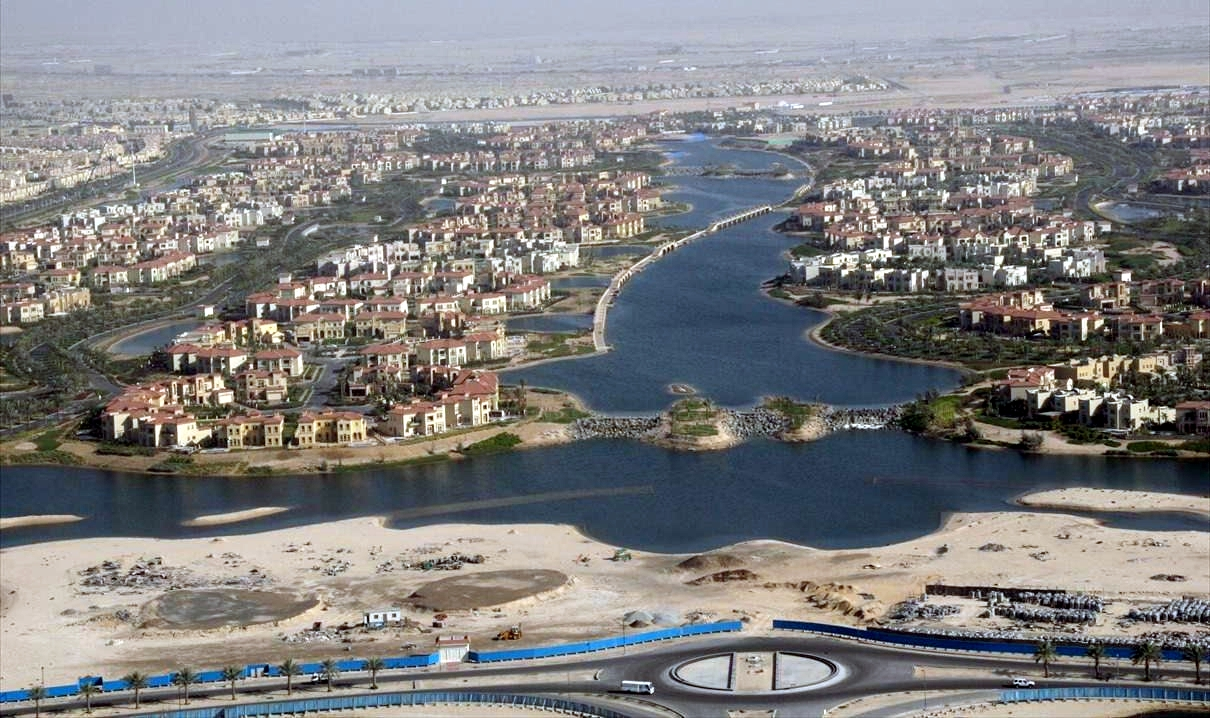
جزيرة الجميرة من نفس البرج.
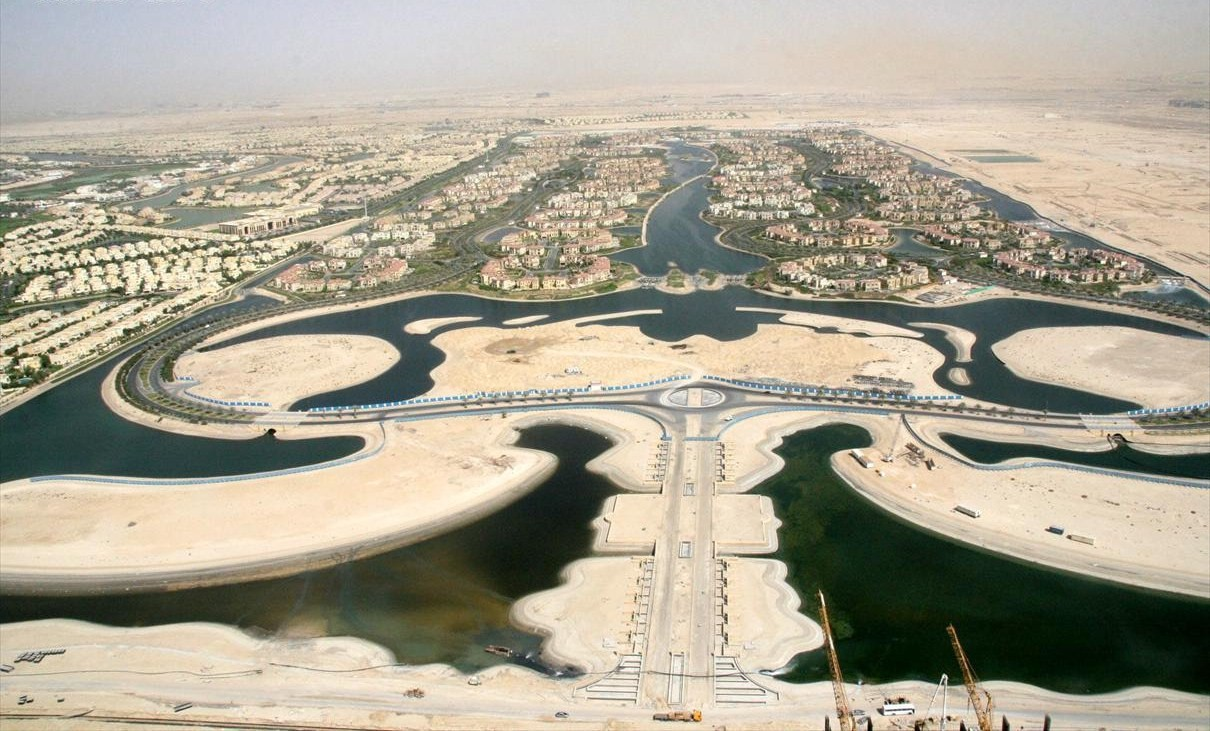
الجزيرة في 24 مايو 2007.